# Alfaiate-comum
O Recurvirostra avosetta, comummente conhecido como alfaiate, é uma ave limícola da família dos Caradriídeos. Os tons preto e branco da sua plumagem, em conjunto com o bico fortemente recurvado para cima, tornam a sua identificação bastante fácil.

## Nomes comuns
Dá ainda pelos seguintes nomes comuns: avoceta, sovela (não confundir com a Xenus cinereus, ave que com ela partilha este nome), fura-joelhos, frade (não confundir com a Oenanthe leucura, ave que com ela partilha este nome), serra-serra, serrador e veludinho.

## Subespécies

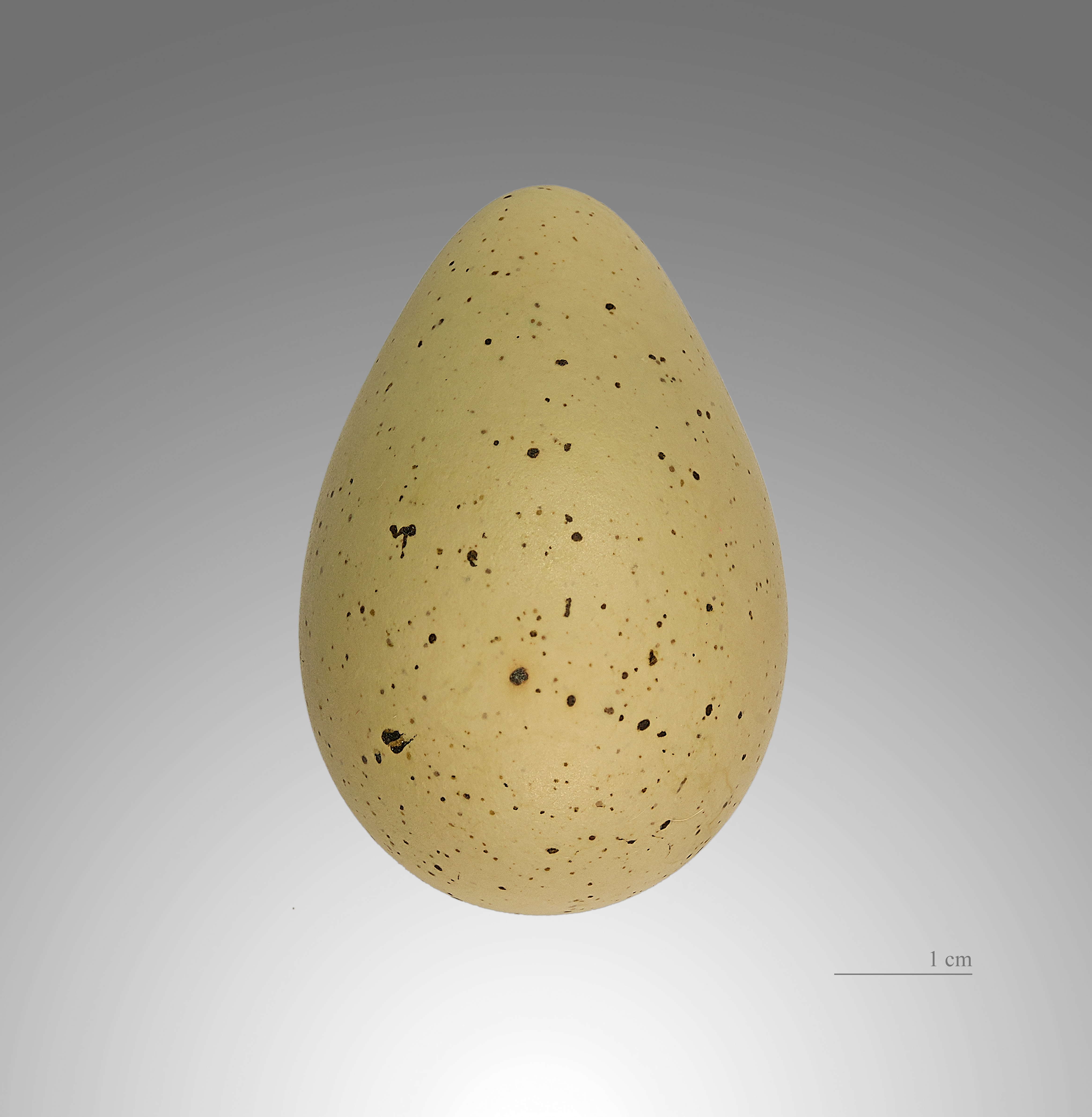
Recurvirostra avosetta

A espécie é monotípica, o que significa que não lhe são reconhecidas subespécies.

## Portugal
Em Portugal existe uma pequena população nidificante de alfaiates no sotavento algarvio. Contudo, é no Inverno que os alfaiates se tornam mais comuns. Portugal acolhe vários milhares de alfaiates invernantes, o que confere a este país uma grande importância para a conservação desta espécie a nível europeu.
Os dois locais mais importantes em termos de efectivo invernante são o estuário do Tejo e o estuário do Sado.